# Rismyrberget
Rismyrberget este o arie protejată (arie specială de conservare — SAC, sit de importanță comunitară — SCI) din Suedia întinsă pe o suprafață de 34,7 ha, integral pe uscat.

## Localizare
Centrul sitului Rismyrberget este situat la coordonatele 63°53′07″N 17°51′37″E / 63.8853°N 17.8603°E.

## Înființare
Situl Rismyrberget a fost declarat sit de importanță comunitară în decembrie 1995 pentru a proteja un număr necunoscut de specii din flora spontană și fauna sălbatică aflate în arealul zonei. Situl a fost protejat și ca arie specială de conservare în martie 2011.

## Biodiversitate
Situată în ecoregiunea boreală, aria protejată conține 3 habitate naturale: Păduri fino-scandinave bogate în ierburi cu Picea abies, Taiga vestică, Pante stâncoase silicioase cu vegetație casmofită.
La baza desemnării sitului se află un număr nedeclarat de specii protejate.